# Cumberland County (Maine)
Cumberland County ist ein County im US-Bundesstaat Maine der Vereinigten Staaten. Im Cumberland County leben 303.069 Einwohner. Es ist das County mit der höchsten Bevölkerungsdichte Maines. Der Sitz der Countyverwaltung (County Seat) befindet sich in Portland.

## Geographie
Nach Angaben der Volkszählungsbehörde der Vereinigten Staaten hat das County eine Gesamtfläche von 3152 Quadratkilometern. Davon sind 988 Quadratkilometer (das sind 31,34 Prozent der Gesamtfläche) Wasserflächen. Das County grenzt im Uhrzeigersinn an die Countys: Androscoggin County, Sagadahoc County, York County und Oxford County.

## Geschichte
In Portland steht das historische McLellan-Sweat Mansion (auch bekannt als L.D.M. Sweat Memorial Art Museum oder Sweat Mansion). Das Herrenhaus befindet sich in der High Street auf Nummer 111. Das im Jahr 1800 errichtete Gebäude wurde am 5. März 1970 vom National Register of Historic Places als historisches Denkmal mit der Nummer 70000073 aufgenommen. Es wurde ebenso im National Historic Landmark eingeschrieben. Benannt ist es nach William Augustus, Duke of Cumberland einem Sohn von König Georg II.
Neben der McLellan-Sweat Mansion haben elf weitere Stätten des Countys aufgrund ihrer geschichtlichen Bedeutung den Status einer National Historic Landmark. Insgesamt sind 230 Bauwerke und Stätten des Parish im National Register of Historic Places eingetragen (Stand 10. November 2017).

## Demografische Daten

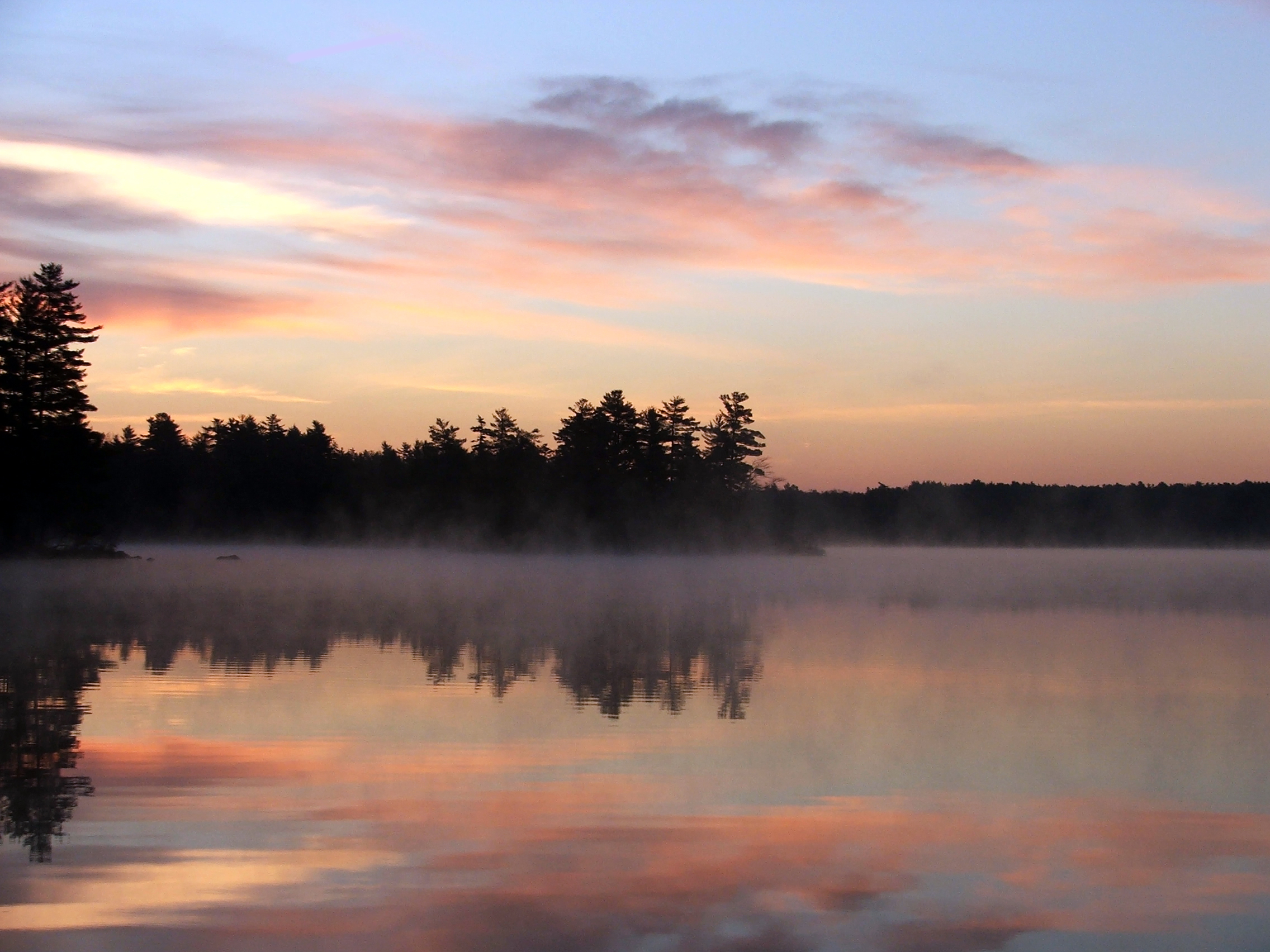
Trickey Pond

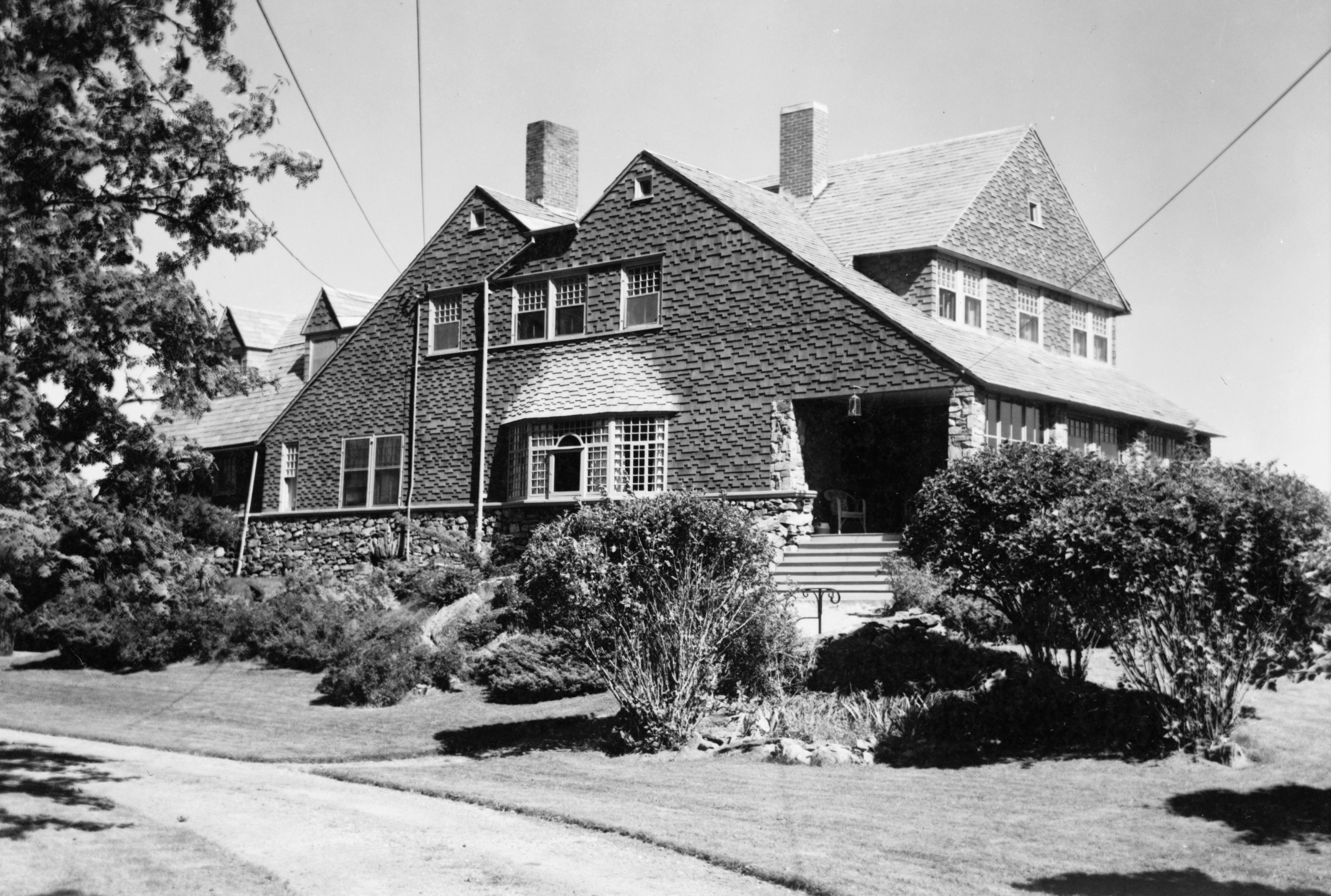
C.A. Brown Cottage, gelistet im NRHP mit der Nr. 74000157

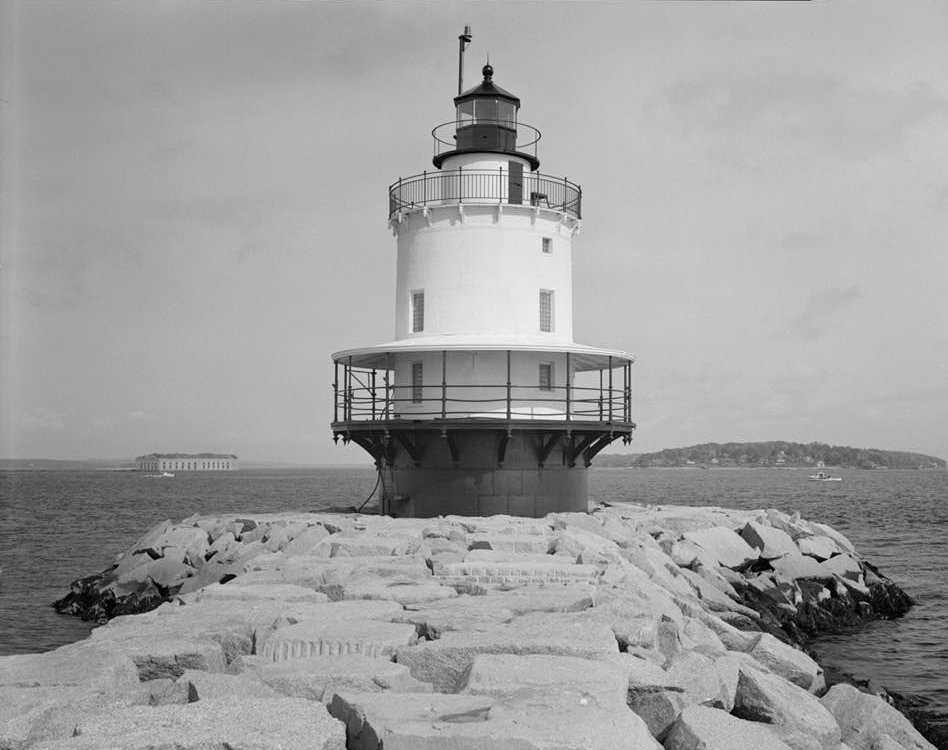
Spring Point Ledge Light Station, gelistet im NRHP mit der Nr. 87002279

Nach der Volkszählung im Jahr 2000 lebten im County 265.612 Menschen. Es gab 107.989 Haushalte und 67.709 Familien. Die Bevölkerungsdichte betrug 123 Einwohner pro Quadratkilometer. Ethnisch betrachtet setzte sich die Bevölkerung zusammen aus 95,74 % Weißen, 1,06 % Afroamerikanern, 0,29 % amerikanischen Ureinwohnern, 1,40 % Asiaten, 0,04 % Bewohnern aus dem pazifischen Inselraum und 0,35 % aus anderen ethnischen Gruppen; 1,13 % stammten von zwei oder mehr ethnischen Gruppen ab. 0,95 % der Bevölkerung waren spanischer oder lateinamerikanischer Abstammung.
Von den 107.989 Haushalten hatten 30,10 % Kinder und Jugendliche unter 18 Jahre, die bei ihnen lebten. 50,10 % waren verheiratete, zusammenlebende Paare, 9,50 % waren allein erziehende Mütter. 37,30 % waren keine Familien. 28,40 % waren Singlehaushalte und in 10,20 % lebten Menschen im Alter von 65 Jahren oder darüber. Die Durchschnittshaushaltsgröße betrug 2,38 und die durchschnittliche Familiengröße lag bei 2,95 Personen.
Auf das gesamte County bezogen setzte sich die Bevölkerung zusammen aus 23,30 % Einwohnern unter 18 Jahren, 8,40 % zwischen 18 und 24 Jahren, 31,30 % zwischen 25 und 44 Jahren, 23,60 % zwischen 45 und 64 Jahren und 13,30 % waren 65 Jahre alt oder darüber. Das Durchschnittsalter betrug 38 Jahre. Auf 100 weibliche Personen kamen 93,80 männliche Personen, auf 100 Frauen im Alter ab 18 Jahren kamen statistisch 90,20 Männer.

Das jährliche Durchschnittseinkommen eines Haushalts betrug 44.048 USD, das Durchschnittseinkommen der Familien betrug 54.485 USD. Männer hatten ein Durchschnittseinkommen von 35.850 USD, Frauen 27.935 USD. Das Prokopfeinkommen betrug 23.949 USD. 7,90 % der Bevölkerung und 5,20 % der Familien lebten unterhalb der Armutsgrenze. 9,10 % davon waren unter 18 Jahre und 7,40 % waren 65 Jahre oder älter.

## Städte und Gemeinden
Cumberland County ist unterteilt in 28 Verwaltungseinheiten: 3 Citys und 25 Towns. Es gibt eine unbewohnte Unincorporated Area mit einer Größe von 65,9 km².
| Ortschaft        | Status | Einwohner (2020) | Gesamte Fläche [km²] | Landfläche [km²] | Bevölkerungsdichte [Einwohner / km²] | Gründung      | Besonderheit          |
| ---------------- | ------ | ---------------- | -------------------- | ---------------- | ------------------------------------ | ------------- | --------------------- |
| Baldwin          | Town   | 1.520            | 94,1                 | 91,5             | 16,6                                 | 23. Juni 1802 |                       |
| Bridgton         | Town   | 5.418            | 166,4                | 147,1            | 36,8                                 | 7. Feb. 1794  |                       |
| Brunswick        | Town   | 21.756           | 140,7                | 121,0            | 179,8                                | 1628/1738     |                       |
| Cape Elizabeth   | Town   | 9.535            | 151,3                | 38,2             | 249,4                                | 1628/1738     |                       |
| Casco            | Town   | 3.646            | 98,4                 | 80,9             | 45,1                                 | 18. März 1841 |                       |
| Chebeague Island | Town   | 396              | 61,0                 | 9,2              | 43,0                                 | 1. Juli 2007  |                       |
| Cumberland       | Town   | 8.473            | 120,1                | 67,5             | 125,5                                | 2. Apr. 1822  |                       |
| Falmouth         | Town   | 12.444           | 94,1                 | 76,1             | 163,5                                | 12. Nov. 1718 |                       |
| Freeport         | Town   | 8.737            | 120,4                | 89,9             | 97,2                                 | 14. Feb. 1789 |                       |
| Frye Island      | Town   | 32               | 4,1                  | 3,5              | 9,1                                  | 1. Juli 1998  |                       |
| Gorham           | Town   | 18.336           | 132,8                | 131,2            | 139,8                                | 30. Okt. 1764 |                       |
| Gray             | Town   | 8.269            | 119,1                | 112,1            | 73,8                                 | 19. Juni 1778 |                       |
| Harpswell        | Town   | 5.032            | 330,7                | 62,6             | 80,4                                 | 1758          |                       |
| Harrison         | Town   | 2.447            | 95,3                 | 86,0             | 28,5                                 | 8. März 1805  |                       |
| Long Island      | Town   | 234              | 86,8                 | 3,7              | 63,2                                 | 1. Juli 1993  |                       |
| Naples           | Town   | 3.925            | 96,5                 | 82,4             | 47,6                                 | 4. März 1834  |                       |
| New Gloucester   | Town   | 5.676            | 123,8                | 122,0            | 46,5                                 | 8. März 1794  |                       |
| North Yarmouth   | Town   | 4.072            | 55,5                 | 55,0             | 74,0                                 | 1680          |                       |
| Portland         | City   | 68.408           | 136,2                | 54,9             | 1.246,0                              | 1632          | Shire Town des County |
| Pownal           | Town   | 1.566            | 59,2                 | 59,2             | 26,5                                 | 3. März 1808  |                       |
| Raymond          | Town   | 4.536            | 115,9                | 85,9             | 52,8                                 | 21. Juni 1803 |                       |
| Scarborough      | Town   | 22.135           | 182,9                | 123,3            | 179,5                                | 14. Juli 1658 |                       |
| Sebago           | Town   | 1.911            | 126,7                | 84,8             | 22,5                                 | 10. Feb. 1826 |                       |
| South Portland   | City   | 26.498           | 37,0                 | 31,1             | 852,0                                | 15. März 1895 |                       |
| Standish         | Town   | 10.244           | 208,7                | 152,9            | 67,0                                 | 30. Nov. 1785 |                       |
| Westbrook        | City   | 20.400           | 44,2                 | 43,7             | 466,8                                | 14. Feb. 1814 |                       |
| Windham          | Town   | 18.434           | 130,2                | 120,9            | 152,5                                | 12. Juni 1762 |                       |
| Yarmouth         | Town   | 8.990            | 59,4                 | 34,6             | 259,8                                | 8. Aug. 1848  |                       |

Für statistische Zwecke sind 11 Census-designated placees eingerichtet, dies sind:
| - Bridgton (CDP) (2.359) - Brunswick (CDP) (14.816) - Brunswick Station (1.511) | - Cumberland Center (2.596) - Falmouth Foreside (1.964) - Freeport (CDP) (1.813) | - Gorham (CDP) (4.164) - Little Falls-South Windham (1.792) - North Windham (4.568) | - Scarborough (CDP) (3.867) - Yarmouth (CDP) (3.560) |